# 內姆魯特火山
38°39′N 42°14′E / 38.65°N 42.23°E

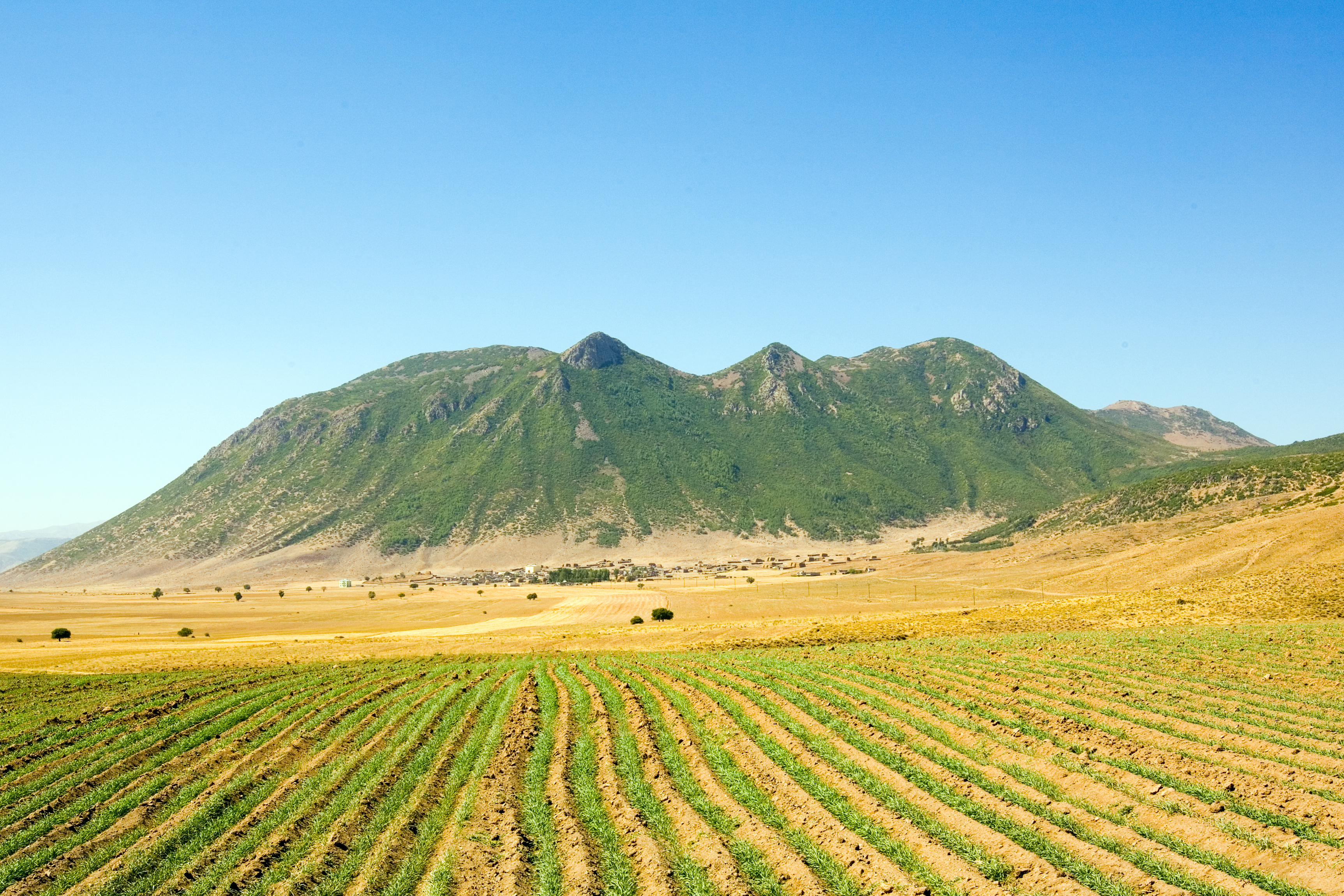

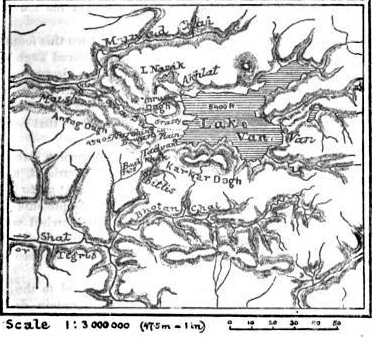

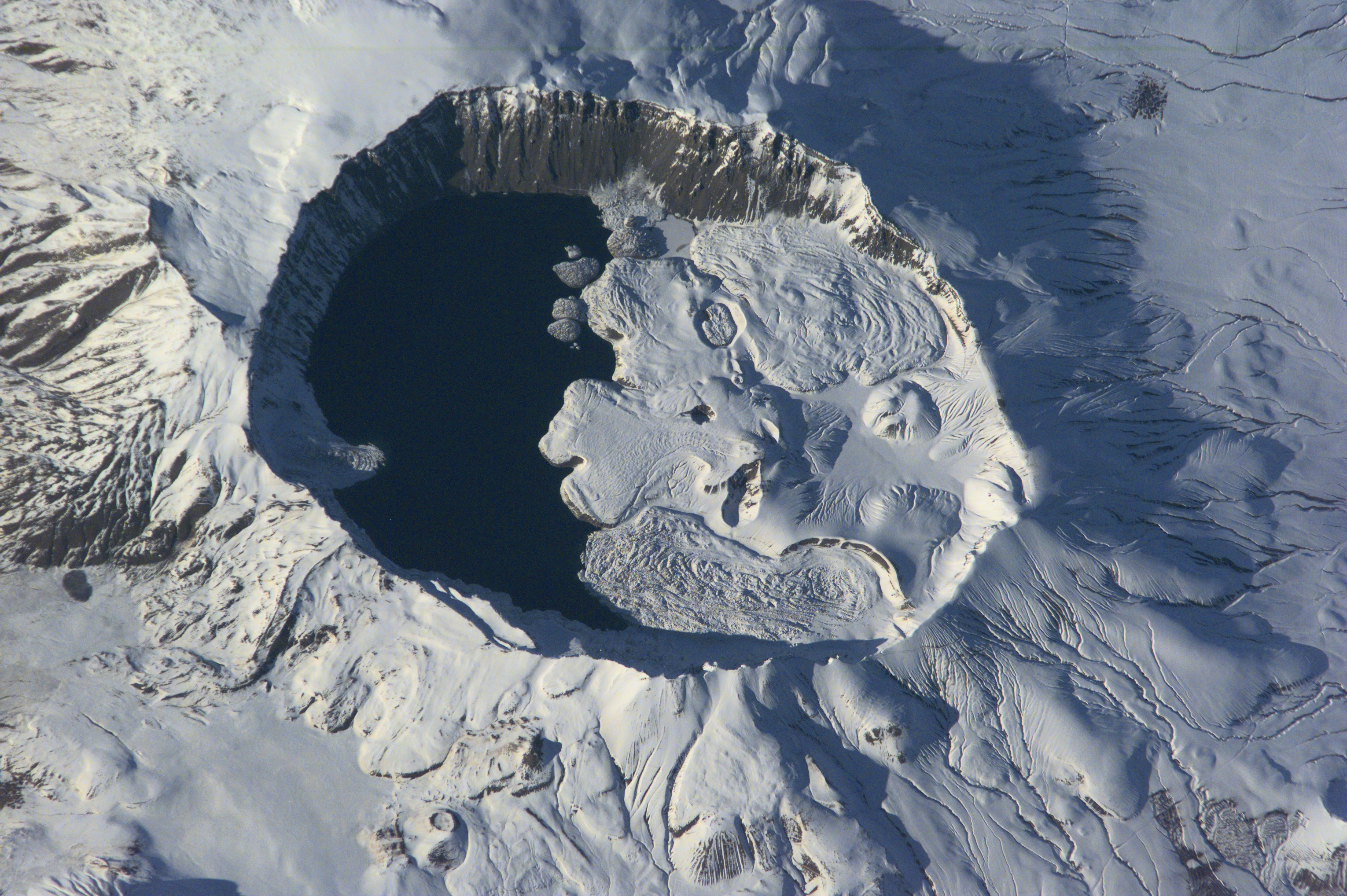

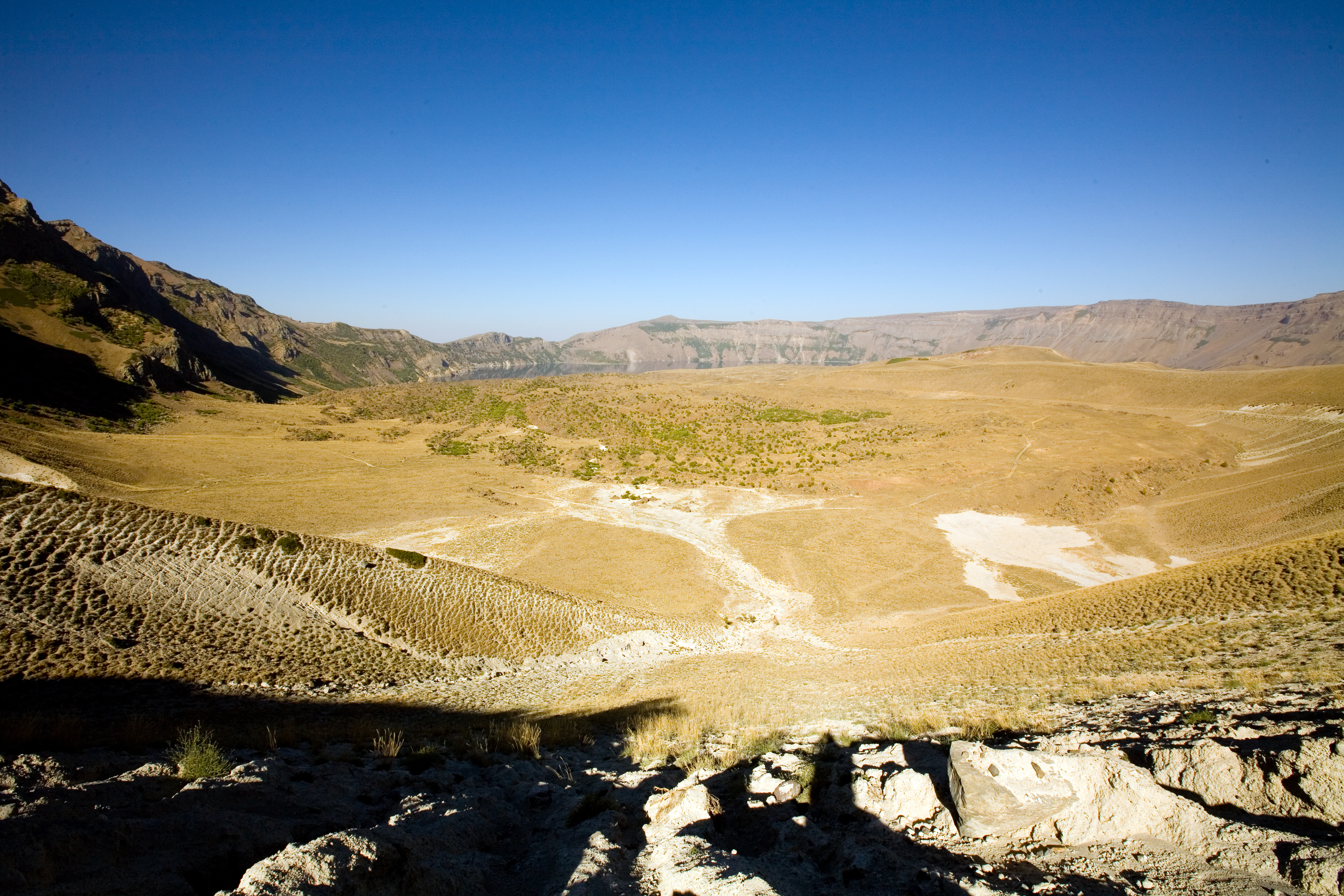

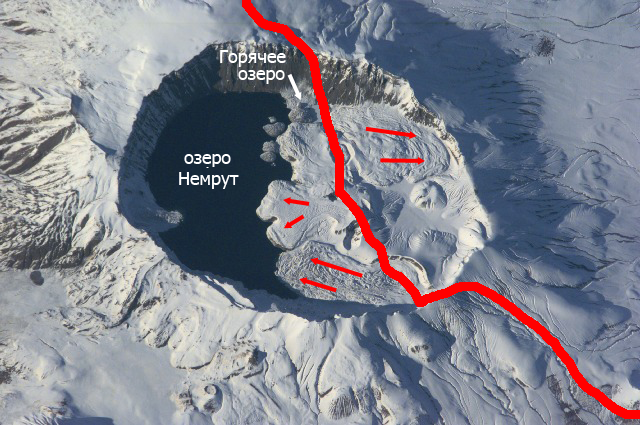

內姆魯特火山是土耳其的火山，位於該國東部凡湖附近，海拔高度3,050米，破火山口長8公里、寬7公里，最近一次火山噴發在1692年4月13日發生。

## 外部連結
- Photos from Nemrut
- Nemrut – map